# Європейська угода про міжнародне дорожнє перевезення небезпечних вантажів
Уго́да про міжнаро́дне переве́зення небезпе́чних вантажі́в автошляха́ми (ADR, скорочене від англ. Agreement concerning the International Carriage of Dangerous Goods by Road або фр. Accord relatif au transport international des marchandises dangereuses par route) — міжнародна угода, яка регулює міжнародне транспортування небезпечних вантажів, зокрема містить спеціальні правила дорожнього руху щодо пакування, кріплення й маркування. Укладена 30 вересня 1957 року в Женеві під егідою Європейської економічної комісії Організації Об'єднаних Націй, набула чинності 29 січня 1968 року та впроваджена у національні законодавства держав-учасниць. 30 листопада 2019 року прийнято рішення про зміну назви з 1 січня 2021 року шляхом виключення слова «Європейська», оскільки угода також дозволяє приєднатися неєвропейським державам. ADR оновлюється кожні два роки, з метою відображення останніх технічних та юридичних висновків. Нині застосовується ADR 2023.
ADR — скорочено від (англ. Alternative dispute resolution — альтернативне врегулювання суперечок). Угода про міжнародне дорожнє перевезення небезпечних вантажів (фр. Accord relatif au transport international des marchandises dangereuses par route, фр. ADR) — угода європейських держав про міжнародні перевезення небезпечних вантажів. Створено з ініціативи ООН. До 2021 року – Європейська угода про міжнародне перевезення небезпечних вантажів.
Небезпечний вантаж – це вантаж, який внаслідок транспортної події завдасть шкоди здоров'ю чи життю людей та/або навколишньому середовищу.
Крім ADR, перевезення небезпечних вантажів регулюється відповідно до Тимчасової інструкції «Про перевезення небезпечних вантажів автотранспортом» міністерства сполучення. ADR діє на території всіх країн Євросоюзу, а також у Казахстані, Азербайджані, Марокко, в Росії аналогічний йому називається ДОПНВ.